# 優駿 (小説)
『優駿』（ゆうしゅん）は、宮本輝の小説。第1章が『小説新潮スペシャル』1982年春号に掲載、第2章以降が『新潮』1982年7月号から1986年8月号に連載、1986年10月25日に新潮社より上下巻にて刊行された。競走馬「オラシオン」の誕生から日本ダービー挑戦までの成長を巡る、「オラシオン」を取り巻く人々の人間模様を描く。第21回（1987年）吉川英治文学賞受賞作。
1988年に『優駿 ORACIÓN』（ゆうしゅん オラシオン）と題しフジテレビ開局30周年記念作品として映画化された。

## 概要
幼き日に父と一緒に競馬場へ通った著者が、1978年（昭和53年）に『螢川』で第78回芥川賞を受賞して「父が生きていたら、どんなに喜んでくれたことだろう」と涙し、「いつの日か、一頭のサラブレッドを主人公にした小説を書こう」と決意。爽やかさや凛々しさをあわせ持ち、烈しさをも感じさせる言葉の響きから、題名は日本中央競馬会発行の機関紙のタイトルでもある『優駿』に決定し、『小説新潮スペシャル』1982年（昭和57年）春号への第一章の掲載から、社台ダイナースサラブレッドクラブの一口馬主になるなどして競馬の世界の取材や研究を重ねつつ、4年の歳月を費やして執筆された。
1986年（昭和61年）に新潮社より刊行されるとベストセラーとなり、翌1987年（昭和62年）の第21回吉川英治文学賞を最年少で受賞。また、本作の馬事文化への貢献を評価され、同年に創設されたJRA賞馬事文化賞を贈られている。

## 登場人物

### 馬主
和具 久美子
平八郎の娘。父に「オラシオン」をねだって譲り受ける。異母弟・誠の存在を知って、弟の生きる糧になればと「オラシオン」を譲り渡す。

和具 平八郎
「和具工業株式会社」の社長。会社の吸収合併、息子・誠の病気などの苦境に直面し、都会の喧騒を離れて足を運んだ「トカイファーム」で自らの夢を「オラシオン」に託すこととなる。

### 生産者
渡海 博正
「トカイファーム」の後継者。常に馬に語りかけるなど馬に惜しみなく愛情を注ぎ、「トカイファーム」を有数な牧場へと成長させたいと願う。「オラシオン」の誕生時に出会った久美子にほのかな思いを寄せる。

渡海 千造
北海道静内町にて小さな牧場「トカイファーム」を営む牧場主。借金に苦しみつつ名馬の生産に情熱を注ぎ、一世一代の夢をかけた仔馬「オラシオン」を産み出す。

### 騎手
奈良 五郎
「オラシオン」の騎手。研究熱心で、「ミラクルバード」の騎乗で腕を上げる。事故を契機に、すべてのレースに命懸けで騎乗することを誓う。

### 調教師
砂田 重兵衛
「オラシオン」の調教師。人間の都合に左右されることなく馬のいい時を待って見極めることができる調教師として定評がある。

### その他
多田 時雄
「和具工業株式会社」の社長秘書室勤務。和具社長の信頼厚い部下で、「オラシオン」の名付け親となる。会社の吸収合併の際に相手会社と通じ、社長を裏切る。

吉永 達也
「吉永ファーム」の牧場主。日本で一二を争う有数の牧場で徹底した馬の管理を行い、自ら生産した馬の調教に必ず立ち会う。
モデルは社台グループの創設者である吉田善哉とされる。

田野 誠
平八郎と愛人・田野京子の間に誕生した息子。久美子の異母弟。慢性腎不全を患い、治癒には父・平八郎からの腎臓移植が必要となる。
出典

## 書誌情報
単行本
- 優駿 上巻（1986年10月25日、新潮社、ISBN 978-4-10-332504-8）
- 優駿 下巻（1986年10月25日、新潮社、ISBN 978-4-10-332505-5）

文庫本
- 優駿 上（1989年11月28日、新潮文庫）
- 優駿 下（1989年11月28日、新潮文庫）
- 優駿 上（2013年10月4日改版、新潮文庫、ISBN 978-4-10-130706-0）
- 優駿 下（2013年10月4日改版、新潮文庫、ISBN 978-4-10-130707-7）

全集
- 宮本輝全集 第7巻（1992年10月9日、新潮社、ISBN 978-4-10-645407-3）

## 映画
『優駿 ORACIÓN』（ゆうしゅん オラシオン）は、1988年（昭和63年）に公開された日本映画。宮本輝の小説『優駿』の映画化作品である。フジテレビ開局30周年記念作品として制作され、240万人超を動員する興行成績を残した。

### あらすじ（映画）
北海道の小さな牧場で生まれ“オラシオン（祈り）”と名付けられた1頭の競走馬は、周囲の人々から様々な想いを託され日本ダービーに出走する。

### キャスト
和具久美子
演 - 斉藤由貴
和具平八郎の娘。父からオラシオンを譲り受ける。
渡海博正
演 - 緒形直人
オラシオンを生産した渡海千造の息子。
田野誠
演 -  吉岡秀隆
和具平八郎の非嫡出子。久美子の腹違いの弟。
田野京子
演 -  加賀まりこ
田野誠の母。
和具美穂
演 - 吉行和子
和具久美子の母。
渡海タエ
演 - 林美智子

多田時雄
演 -  石橋凌
和具平八郎の秘書。オラシオンの名付け親。
奈良五郎
演 -  根本康広（当時JRAの現役騎手）
オラシオンの主戦騎手。
増原耕左右
演 -  平幹二朗
吉永達也
演 -  石坂浩二
砂田重兵衛
演 -  田中邦衛（友情出演）
オラシオンの調教師。
獣医
演 -  三木のり平
オラシオンの出産に立ち会った獣医。
渡海千造
演 -  緒形拳（友情出演）
トカイファームの牧場主。
和具平八郎
演 -  仲代達矢
オラシオンの馬主。和具工業社長。
他
演 -  白川次郎、神山寛、三川雄三、山崎満、掛田誠、阿部六郎 ほか

### スタッフ
- 原作 - 宮本輝『優駿』
- 監督 - 杉田成道
- 脚本 - 池端俊策
- 照明 - 望月英樹
- 音楽 - 三枝成彰
- 演奏 - 三枝成彰&篠崎正嗣オーケストラ、東京混声合唱団
- 指揮 - 大友直人
- 音楽プロデュース - 朝妻一郎
- 助監督 - 花田深、油谷誠至、新村良二、佐々部清、土坂宏輝
- 選曲 - 合田豊
- 音響効果 - 小島良雄
- ハイビジョン協力 - フジテレビ制作技術センター&CGセンター、IMAGICA、ナック
- 日本ダービー撮影 - 日下部水棹、東京映像プロダクション
- スタジオ - 東宝スタジオ
- MA - アオイスタジオ
- 現像 - 東京現像所
- 企画 - 村上光一、松木征二
- プロデューサー - 緒方悟、松永英
- エグゼクティブプロデューサー - 三ツ井康、佐藤正之
- 製作総指揮 - 浅野賢澄、鹿内宏明
- 製作者 - 羽佐間重彰、日枝久
- 協力 - 日本中央競馬会、日本エアシステム
- 製作 - フジテレビジョン、仕事

### 受賞
- 第12回日本アカデミー賞[5]
  - 最優秀音楽賞（三枝成彰[注 2]）
  - 優秀作品賞
  - 優秀主演女優賞（斉藤由貴[注 3]）
  - 優秀助演男優賞（緒形拳[注 4]）
  - 優秀助演男優賞（田中邦衛[注 5]）
  - 優秀撮影賞（斎藤孝雄、原一民）
  - 優秀照明賞（望月英樹）
  - 優秀録音賞（信岡実[注 6]）
  - 優秀編集賞（浦岡敬一[注 7]）
  - 新人俳優賞（緒形直人）
- 第31回（1988年度）ブルーリボン賞新人賞（緒形直人）
- 第1回日刊スポーツ映画大賞 石原裕次郎新人賞（緒形直人）

### 関連商品

#### サウンドトラック
- 三枝成彰『「優駿」オリジナル・サウンドトラック』（1988年8月3日、ポニーキャニオン、D32A-0386）

#### VHS
- 優駿 ORACIÓN（1989年2月20日、ポニーキャニオン）

#### DVD
- 優駿 ORACIÓN（2001年11月21日、ポニーキャニオン、 PCBC-50121）

### イメージソング
- 「ORACIÓN -祈り-」斉藤由貴&来生たかお

### その他
当初、本作における日本ダービーのレースシーンは、1987年（昭和62年）の同競走を撮影して使用する予定だった。その年の日本ダービーはマティリアルが1番人気であり、撮影したスタッフもマティリアルの優勝を信じていたため、撮影用にも同馬に似た仔馬があらかじめ用意されていた。しかし、実際に優勝したのはメリーナイスで、その栗色の馬体と俗に四白流星と言われる白斑のため、再度仔馬を探さなければならなくなった。その仔馬時代を演じた栗毛の馬には流星がなかったため、化粧をしてまでメリーナイスに似せて撮影された。後にその仔馬は、マヤノオラシオンと名付けられてデビューしている。ダービー当日設置された撮影用カメラは全て、マティリアルを追いかけており、優勝したメリーナイスの映像は全く撮影されていなかった。
このため、ダービーのレースシーンは「撮り直し」せざるを得なかったが、撮影用に借り出されたのは現役の競走馬を引退した馬たちで、都合よく「オラシオン」が先頭でゴールしてくれなかった。結局、彼らに「オラシオン」が勝つまで過酷な全力疾走を何度も強いたため、故障する馬たちが続出したという。なお、本作にはメリーナイスに騎乗していたJRAの騎手・根本康広（現・調教師）がオラシオンの主戦騎手・奈良五郎騎手役として出演している。
この映画には根本がメリーナイスに騎乗して落馬・競走中止となった第32回有馬記念の映像も使用されており、劇中で田中演じる砂田調教師にその落馬を「何年乗り役やってる!」と根本本人が怒鳴られるという（実際の落馬には騎手の責任はほとんど無い→つまり何年乗り役やっていようが落ちる時は落ちてしまう）シーンや、ラストのダービーで「ヘタな乗り方をして、申し訳ありませんでした」という台詞を根本に言わせるなど、現実にはないようなシーンもあった。この他、騎手の加藤和宏や東信二が俗に言う「チョイ役」でラストのダービーのレースシーンに出演している。
公開と同年に『とんねるずのみなさんのおかげです』で『優駿2』と題したパロディが作られ、主演の斉藤が出演している。オラシオン役はとんねるずの当時のマネージャーがケンタウロスの着ぐるみを着て演じた。